# Majera
Le majera (ou mazera) est une langue tchadique biu-mandara, parlée au Tchad et au Cameroun, dans la Région de l'Extrême-Nord, le département du Logone-et-Chari, à l'extrême-sud de l'arrondissement de Logone-Birni, aux environs du village de Majera.
Au Cameroun, le nombre de locuteurs a été estimé à 500 en 2004. C'est une langue en danger (statut 6b).